# Jacquelyn Mattfeld
Jacquelyn Anderson Mattfeld (* 5. Oktober 1925 in Baltimore; † 28. Dezember 2023 in Edgewater) war eine amerikanische Musikwissenschaftlerin und Hochschulverwalterin.

## Leben und Karriere
Mattfeld studierte am Peabody Conservatory, sowie Goucher College, zunächst Klavier, entschied aber, dass Aufführungen nicht ihre Berufung. 1959 promovierte sie an der Yale School of Music in Musikwissenschaft. Ihre frühen wissenschaftlichen Arbeiten konzentrierten sich auf die Musik der Renaissance, darunter der Komponist Josquin des Prez.
Sie konnte jedoch keinen akademischen Lehrstuhl finden und gab stattdessen privaten Klavierunterricht, bis sie als stellvertretende Direktorin für finanzielle Unterstützung am Radcliffe College eingestellt wurde. Ihre restliche akademische Laufbahn bestritt sie in der Hochschulverwaltung; sie war stellvertretende Dekanin für Studentenangelegenheiten am Massachusetts Institute of Technology, Pröpstin und Dekanin der Fakultät am Sarah Lawrence College und Dekanin und später stellvertretende Pröpstin an der Brown University, als erste Frau in dieser Position, bevor sie 1976 zur Präsidentin des Barnard Colleges ernannt wurde.
Mattfeld wurde vor allem deshalb am Barnard College eingestellt, um auf die anhaltenden finanziellen Probleme der Hochschule zu reagieren, da sie als Haushaltsexpertin bekannt war. Sie begegnete diesen Schwierigkeiten, indem sie die Studiengebühren anhob, war aber dennoch in der Lage, die Zahl der Bewerbungen an der Hochschule zu erhöhen. Trotz ihrer effektiven finanziellen Führung wurde sie jedoch nach vier Jahren entlassen. Anschließend wurde sie zur Pröpstin und Dekanin der Fakultät am College of Charleston ernannt.
In den 1970er Jahren war Mattfeld die ranghöchste Frau in der Administration, mit Führungsrolle einer der renommierten Universitäten der Ivy-League.
Mattfeld erlangte als Hochschulverwalterin den Ruf, unverblümt und sogar kämpferisch offen zu sein, und erklärte bei ihrem Abschied von der Brown-Universität: “We don't accomplish things. We sit around for half an hour talking about whether or not it was a mistake to spend $56,000 for a house on Humpty‐Dumpty Street.” (deutsch: „Wir erreichen nichts. Wir sitzen eine halbe Stunde lang herum und diskutieren darüber, ob es ein Fehler war, 56.000 Dollar für ein Haus in der Humpty Dumpty Street auszugeben.“)
Während ihres Wirkens am Bernard College geriet sie mit der Verwaltung der Columbia University und ihrem eigenen Vorstand aneinander, weil sie sich (erfolgreich) gegen die Übernahme der Hochschule durch die Columbia wehrte. Sie beschrieb sich selbst als militant in Reaktion auf den institutionalisierten Sexismus und Klassismus an Eliteuniversitäten und war während ihrer gesamten Karriere eine Verfechterin eines verbesserten Studentenservices und einer größeren Reichweite für Studenten aus weniger wohlhabenden Verhältnissen. Sie argumentierte außerdem für die notwendige Verknüpfung zwischen professioneller Ausbildung und den freien Künsten.
1979 wurde sie mit der Wilbur Cross Medal der Yale University geehrt.

### Zweite Karriere
Mit 71 Jahren entwickelte sie eine Begeisterung an der Gerontologie, die ihr zur Herzensangelegenheit wurde. Sie kehrte dafür an die Universität zurück und erwarb einen weiteren Master-Abschluss. Ihre Kenntnisse und ihre Passion konnte sie dann in ihrer zweiten Karriere zunächst in der Verwaltung der Gerontologieprogramme des City-College in Chicago einsetzen.
In dieser Anstellung zeichnete sich zusätzlich ihr Interesse für die Jungsche Psychologie ab, sie nahm daher eine Stelle als Geschäftsführerin des C.G. Jung Centers in Evanston an. Nach ihrer Pensionierung ernannte das Center sie zur Board Member Emerita.
Mattffeld starb in Edgewater im Alter von 98 Jahren. Sie spendete ihre sterblichen Überreste der Rutgers University zum Zweck der medizinischen Forschung. Damit trug sie bis über ihr Lebensende zur Förderung von Wissen bei.

### Einsatz für Frauen und Minderheiten
Mattfeld engagierte sich während ihrer gesamten Laufbahn konsequent für die Bildung von Frauen, People of Color und später auch von Studenten in nicht-traditionellen Altersgruppen.

### Persönliches
Sie war mit Victor Mattfeld, ebenfalls ein Musikwissenschaftler, verheiratet und hatte zwei Töchter: Stefanie Mattfeld (geb. 1952) und Felicity LaBoy (geb. 1954). Die Ehe mit Victor wurde nach 1963 geschieden, sie war noch verheiratet als sie zum MIT kam.
Sie verlor nie das Interesse an der Kunst und besuchte zeit ihres Lebens mit Vorliebe Kunst-, Musik- und Theatervorstellungen. Jackie, wie sie von Freunden genannt wurde, war als gute Gastgeberin geschätzt, insbesondere weil sie diejenigen, die keine Familie hatten, zu Festtagsessen einlud.

## Publikationen (Auswahl)
- Women and the Scientific Professions: The M.I.T. Symposium on American Women in Science and Engineering. In: Ina Corine Brown (Hrsg.): The Journal of Higher Education. Band 37, Nr. 8, 8. November 1966, ISSN 0022-1546, doi:10.1080/00221546.1966.11774644 (englisch).
- Liberal Education in Contemporary American Society. In: Daedalus. Band 103, Nr. 4. The MIT Press, 1974, S. 282–287, JSTOR:20024274.